# لیزا تاکه‌با
لیزا تاکه‌با (انگلیسی: Lisa Takeba؛ زادهٔ ۱۹۸۳ (۴۱–۴۲ سال)) فیلم‌نامه‌نویس، کارگردان فیلم، رمان‌نویس، و ترانه‌سرا اهل ژاپن است.